# Hubertus Sturmius
Hubertus Sturmius, auch Hubertus Sturm (* um 1547 in Münstereifel; † um 1605), war ein reformierter Theologe und Professor an der Universität Leiden, Niederlande.
Nach dem Studium der Theologie an der Universität Heidelberg wurde Sturmius 1573 Pfarrer in Mörsch und später in der kurpfälzischen Gemeinde Beindersheim. Durch die dortige Einführung des lutherischen Glaubens musste er 1578 seine Pfarrstelle verlassen. Er reiste in die Niederlande, wo er zunächst in Gent unterrichtete und 1580 einem Ruf der Universität Leiden folgte, die gerade vier Jahre zuvor als erste niederländische Universität durch Wilhelm I. von Oranien-Nassau gegründet worden war. Hier verfasste er sein vielbeachtetes Werk 'De aeterna et immutabili praedestinatione Dei'. Im Jahr 1584 verließ er seinen Lehrstuhl in Leiden auf eigenen Wunsch. 1585 heiratete er im kurpfälzischen Frankenthal Dorothea Ickrats und kehrte in die Nachbargemeinde seiner zweiten Pfarrstelle zurück.

## Schriften
- Scholae Sturmianae duae: quarum una, subiectum Evangelii, altera eiusdem tractandi hypotyposin monstrat habitae ad duos priores versus, secundi, ad Corinthios, primae. Leiden 1582
- De aeterna et immutabili praedestinatione Dei. Leiden 1583